# 阮范遵
阮范遵（越南语：／，？—1887年4月10日），越南阮朝詩人、勤王運動將領。廣平省麗水縣人。
1873年中舉人，擔任德壽知府。1883年，阮朝朝廷向入侵的法國殖民者投降，阮范遵大怒，棄官而去。
1885年，咸宜帝發起勤王運動，號召反對法國殖民統治。阮范遵與黎直一起，在廣平起兵響應，攻擊同海城。1886年，被咸宜帝封為上將，與黎直、尊室談、尊室詥共同追隨咸宜帝，據守宣化縣抗擊法軍。他領兵攻破廣平城，殺死了與法國合作的布政阮廷楊。
1887年，阮范遵在與法軍的戰鬥中重傷被殺。